# Аномери

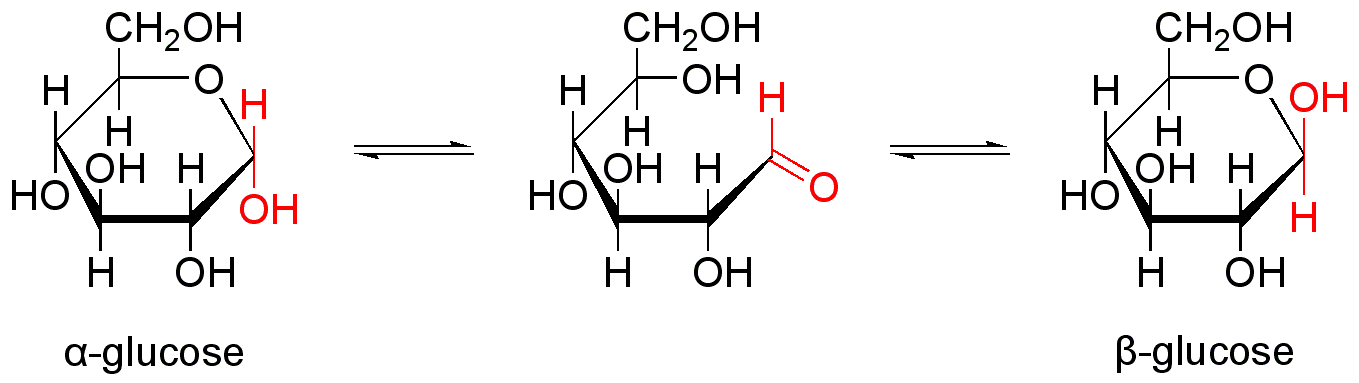
Перехід між аномерними формами D-глюкопіранози

Аномéри — пара діастереомерів циклічної форми моносахариду, які різняться лише конфігурацією одного атома карбону, а саме того, який в нециклічній формі був карбонільним і тому не був хіральним центром. 

## Загальний опис
Вказаний атом карбону в циклічній формі називають аномерним. Перехід між аномерами можливий при розкритті циклу, тобто через відкриту форму.
Конфігурацію такого додаткового хірального центру позначають грецькою буквою-префіксом α чи β. Абсолютну конфігурацію, до якої відносяться ці позначення, можна запам'ятати за допомогою такого мнемонічного правила: при стандартному зображенні проєкції Хеуорса у α-аномера гідроксильна група знаходиться під площиною (хвостик літери α вгорі), у β-аномера — над площиною (хвостик літери β внизу).
 Аномер  — це тип геометричних змін, що зустрічаються у певних атомів у молекулах вуглеводів. Епімер — це стереоізомер, який відрізняється конфігурацією в будь-якому окремому стереогенному центрі. Аномер — це епімер вуглецю геміацеталь / гемікеталь у циклічному сахариді, атомі, який називається аномерним вуглецем.

## Аномеризація
Зміна конфігурації глікозидного атома C.

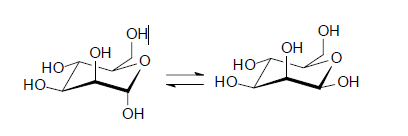

## Аномерний ефект
Конформаційна особливість шестичленних насичених гетероциклів (2-заміщених тетрагідропірану, вуглеводів із піранозною будовою) порівняно з карбоциклічними аналогами, яка
полягає в тому, що алкільна група в α-положенні до гетероатома займає переважно екваторіальне положення, а полярна група (Hal, OAlk) при α-С розташовується переважно аксіально (через те α-глюкозиди стійкіші, ніж β-). Залежить від природи замісника та діелектричної сталої середовища.

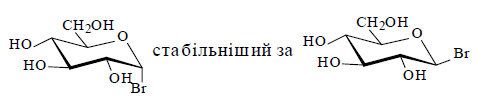

На початку термін використовували для опису термодинамічної вигідності займання аксіального положення полярними
групами, приєднаними до аномерного атома C. Тепер це розглядається як окремий випадок загального положення (узагальнений аномерний ефект) про більшу вигідність синклінальних (гош) конформацій навколо C–Y зв’язку в системі
X–C–Y–C, де X та Y є гетероатоми з неподіленими електронними парами, принаймні один з них звичайно є азотом, киснем чи галогеном. У випадку переважання протилежної конформації ефект називається оберненим аномерним.

## Аномерний атом
Хіральний геміацетальний атом С-1 альдоз або С-2 кетоз діастереомерних циклічних форм цих вуглеводів та їх похідних (пр., глікозидів).
В сахарах аномерний атом є єдиним серед атомів С, який сполучається з двома атомами О.

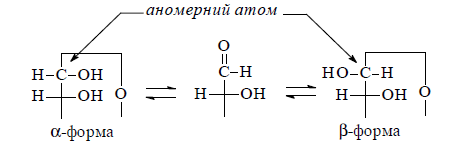